# Anonimowi Seksoholicy
Anonimowi Seksoholicy (SA) – dobrowolne grupy osób cierpiących na uzależnienie od seksu. Wspólnota SA powstała w USA, w 1979r. W tym też roku Anonimowi Alkoholicy (AA) udzielili swojej zgody na wykorzystanie ich 12 kroków i 12 tradycji przez Wspólnotę SA.
SA pomaga zdrowiejącym „seksoholikom”. Wspólnota określa seksoholika jako kogoś, dla kogo „żądza stała się uzależnieniem”. 
Wspólnota SA, odróżnia się od innych grup skupiających ludzi cierpiących na uzależnienie od seksu przez definiowanie seksualnej trzeźwości. Jest nią brak seksu z samym sobą albo z kimś innym niż współmałżonek oraz postępujące zwycięstwo nad żądzą.
„Definiując trzeźwość, nie mówimy w imieniu ludzi spoza SA. Możemy mówić tylko za siebie. Dla seksoholików związanych węzłem małżeńskim trzeźwość oznacza zatem powstrzymanie się od wszelkich form seksu z samym sobą lub z kimkolwiek – oprócz współmałżonka. Natomiast dla seksoholików niezwiązanych takim węzłem trzeźwość seksualna oznacza wolność od wszelkich form seksu. Dla nas wszystkich, zarówno małżonków, jak i ludzi stanu wolnego, seksualna trzeźwość obejmuje również postępujące zwycięstwo nad żądzą.”
Podstawową lekturą, z której korzysta wspólnota, jest książka „Anonimowi Seksoholicy” (często nazywaną „Białą Księgą”). 
Książka ta wyjaśnia, że „seksoholik stawia się całkowicie poza kontekstem pozwalającym określić, co jest dobre, a co złe. Stracił on kontrolę, nie może już wybierać i nie jest na tyle wolny, aby się zatrzymać.”

## Literatura
Wspólnota SA w całości zaakceptowała literaturę zaaprobowaną przez Służby Światowe AA, a grupy SA często korzystają z niej na swoich mityngach. SA mocno bazuje na zasadach wypracowanych przez wspólnotę AA, stosując wszystkie reguły AA w odniesieniu do żądzy i uzależnienia od seksu. W przypadku innych wspólnot pomagających uzależnionym od seksu to poszczególni członkowie definiują, czym jest dla nich trzeźwość. W takim ujęciu SA bliższa jest modelowi AA, rozumiejąc trzeźwość w oparciu o pojęcie abstynencji, która to abstynencja zdefiniowana jest tak samo w każdej grupie SA.